# ボーリガード郡 (ルイジアナ州)
ボーリガード郡（ボーリガードぐん、英: Beauregard Parish[p]）は、アメリカ合衆国ルイジアナ州の西部に位置する郡である。2010年国勢調査での人口は35,654人であり、2000年の32,986人から8.1％増加した。1913年1月1日に組織化され、郡庁所在地はデリッダー市（人口10,578人）であり、同郡で人口最大の町でもある。ボーリガード郡はデリッダー小都市圏に属し、またフォートポークサウス・デリッダー広域都市圏に属している。統治形態は郡政委員会方式である。

## 歴史
ボーリガード郡は南軍の将軍かつ南軍の戦闘旗をデザインした一人だったP・G・T・ボーリガードに因んで名付けられた。

### 中立地帯
ボーリガード郡となった地域は、1806年から1821年まで、カルカシュー川を東部境界とする中立地帯の一部だった。ルイジアナ買収後、新しい領土はアメリカ合衆国政府によって迅速に開拓者に開放されたが、ルイジアナの「ノーマンズランド」に入った者達は不法移住者と見なされた。この期間に地域の軍隊であるアメリカ軍とスペイン軍は、渡し船の運航を許可し、バーノン郡のバーズ・フェリーのような場所が繁栄した。地域の他の部分は無法地帯だったが、時には合同軍事行動により「望ましくない者達」を排除した。1819年に調印され、1921年に批准されたアダムズ＝オニス条約では、アメリカ合衆国の領土主権を認め、ルイジアナ州の西側境界をサビーン川と定めた。しかしそれでも無法状態は止められず、1840年代まで続いた。

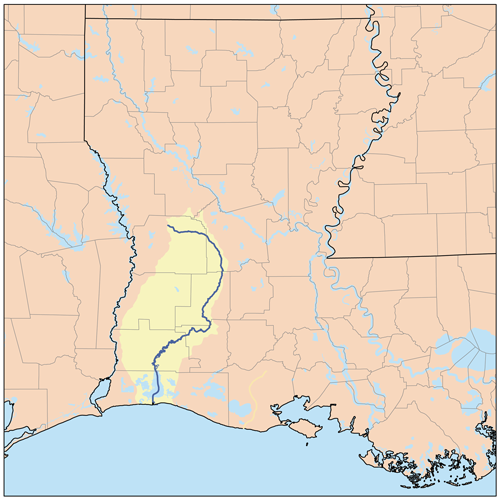
カルカシュー川、中立地帯の東部境界となった
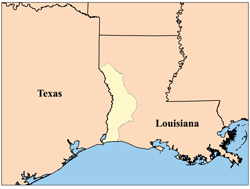
中立地帯、またはサビーン自由州、西側境界はサビーン川だった

### 郡の設立
1804年、アメリカ合衆国は現在のルイジアナ州をオーリンズ準州として組織化した。1805年、準州はさらに12の郡に小分割された。オペルーサス郡は現在の州の南西部全体を含み、北東部はミシシッピ川にまで伸びていた。1807年、郡（County）はパリッシュ（Parish）として再編された。ルイジアナ州議会が設立した当初の19郡の1つがセントランドリー郡だった。この郡は州内最大の面積があり、インペリアル・セントランドリー郡と呼ばれた。南北戦争の間にニューオーリンズ市が陥落した後の短期間、オペルーサス市は郡庁所在地でもなかったが、州都に指定され、その後はシュリーブポートに移された。1840年3月24日、セントランドリー郡西部からカルカシュー郡が設立された。カルカシュー郡はその後5つの郡に分割された。カルカシュー郡の当初の郡域はインペリアル・カルカシュー郡と呼ばれた。ボーリガード郡はインペリアル・カルカシュー郡の北部から設立された。

### 郡の組織
シンガーの町を郡庁所在地に望む派閥もあったが、1912年10月15日の住民投票でデリッダーが郡庁所在地に選ばれた。今日シンガーの町は未編入のまま残っており、郵便局、店舗、学校がある。郡の統治体系として郡政委員会が選ばれた。暫定的に郡全体の委員、判事、治安判事が指名された。しかし1912年12月3日、保安官、事務官、評価官、検視官、公共教育監督官、郡政委員、治安判事、警察官、各区の教育委員会委員の役員を選ぶ選挙が行われた。

### インディアン
ボーリガード郡が設立された頃、少なくとも4つのインディアン部族が地域に住んでいた。1つはシュガータウンの6マイル (10 km) 南のインディアン・ブランチ、次にバンディック・クリーク沿い古いW・B・ウェルボーン邸のすぐ北の地、アナココ・クリーク河口に沿った地、そしてメリービル市の現在メリービル高校が建っている場所の通り向かいだった。

### 1941年軍隊の激励
1941年11月28日、アメリカ軍慰問団がデリッダーに開設された。第二次世界大戦中に500以上のアメリカ軍慰問団が開設され、デリッダーのものは基地外にできた最初のものだった。89,000人の兵士がデリッダーの慰問所を訪れ、15,000人がシャワーを浴び、27,000人が映画を観た。この建物は1992年2月25日にアメリカ合衆国国家歴史登録財に登録された。
1941年8月から9月、この地域に駐屯していた軍隊が、アメリカ史の中でも最大の軍事演習であるルイジアナ演習に参加した。50万人以上の兵士が訓練を行った。急速に多くの兵士がこの地域に流入したので、アルコールなど多くの問題が発生し、ボーリガード郡の郡民投票で禁酒郡とすることを決めた。

## 警察組織
郡の警察機関はボーリガード郡保安官事務所である。

## 地理
アメリカ合衆国国勢調査局に拠れば、郡域全面積は1,166平方マイル (3,019.9 km2)であり、このうち陸地1,160平方マイル (3,004.4 km2)、水域は6平方マイル (15.5 km2)で水域率は0.51％である。

### 主要高規格道路
- アメリカ国道171号線
- アメリカ国道190号線
- ルイジアナ州道12号線
- ルイジアナ州道26号線
- ルイジアナ州道27号線

### 隣接する郡
- バーノン郡 - 北
- アレン郡 - 東
- ジェファーソンデイビス郡 - 南東
- カルカシュー郡 - 南
- ニュートン郡 (テキサス州) - 西

## 人口動態

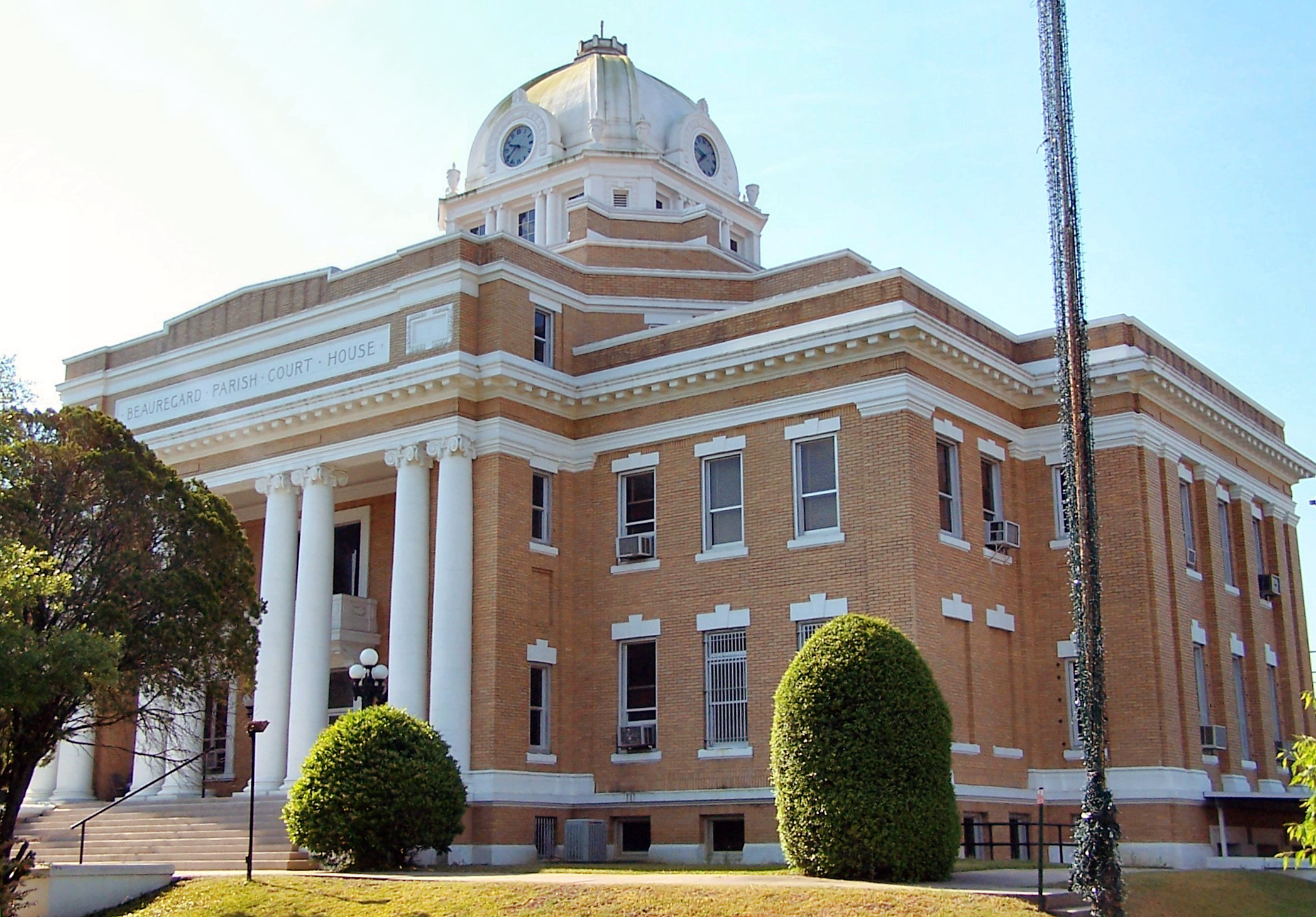
ボーリガード郡庁舎、デリッダー市中心街

以下は2000年の国勢調査による人口統計データである。
| 基礎データ - 人口: 32,986人 - 世帯数: 12,104 世帯 - 家族数: 9,078 家族 - 人口密度: 11人/km2（28人/mi2） - 住居数: 14,501軒 - 住居密度: 5軒/km2（12軒/mi2） 人種別人口構成 - 白人: 84.25% - アフリカン・アメリカン: 12.92% - ネイティブ・アメリカン: 0.66% - アジア人: 0.60% - 太平洋諸島系: 0.05% - その他の人種: 0.30% - 混血: 1.23% - ヒスパニック・ラテン系: 1.42% 年齢別人口構成 - 18歳未満: 27.5% - 18-24歳: 8.6% - 25-44歳: 28.7% - 45-64歳: 23.3% - 65歳以上: 11.9% - 年齢の中央値: 36歳 - 性比（女性100人あたり男性の人口） - 総人口: 100.6 - 18歳以上: 98.9 | 世帯と家族（対世帯数） - 18歳未満の子供がいる: 36.2% - 結婚・同居している夫婦: 60.6% - 未婚・離婚・死別女性が世帯主: 10.9% - 非家族世帯: 25.0% - 単身世帯: 22.2% - 65歳以上の老人1人暮らし: 9.1% - 平均構成人数 - 世帯: 2.63人 - 家族: 3.07人 収入と家計 - 収入の中央値 - 世帯: 32,582米ドル - 家族: 37,886米ドル - 性別 - 男性: 35,268米ドル - 女性: 19,639米ドル - 人口1人あたり収入: 15,514米ドル - 貧困線以下 - 対人口: 15.6% - 対家族数: 13.0% - 18歳未満: 19.5% - 65歳以上: 15.5% |

### 収入

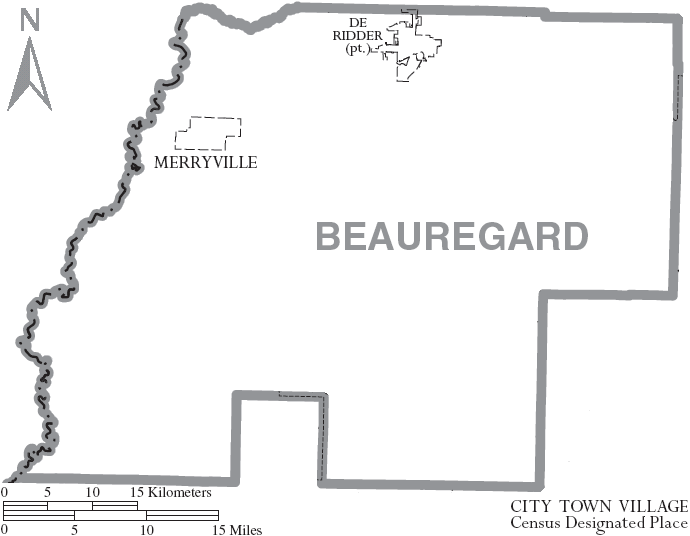
ボーリガード郡図

## 都市と町
| - デリッダー - 郡庁所在地 - メリービル |

### 未編入の町
| - ドライクリーク - グレイボウ | - ロングビル - ラグレイ | - シンガー - シュガータウン | - ジャンクション |

## 政府機関
ルイジアナ州公衆安全・矯正省がボーリガード郡の未編入領域内、デクインシーの約3マイル (5 km) 北でC・ポール・フェルプス矯正所を運営している。

## 教育
ボーリガード郡教育委員会が地元の公立学校を運営している。

## アメリカ合衆国国家歴史登録財
郡内にはアメリカ合衆国国家歴史登録財に登録されている物件が12か所ある。ボーリガード郡庁舎、ボーリガード郡収監所、ボーリガード郡訓練学校、デリッダー商業歴史地区、バークス邸などである。